# Corrida de scratch
No ciclismo de pista, um scratch é uma corrida em que todos os pilotos começam juntos e o objetivo é simplesmente aquele que terminar primeiro a distância sobre a linha de chegada depois de um certo número de voltas. Não há pontos intermediários ou sprints.
Regulamentos da UCI especificam que uma corrida scratch deve ser realizada mais de 15 km para homens de elite e 10 km para mulheres de elite. Distâncias mais curtas de 10 km para masculino e 7,5 km para feminino podem ser utilizadas para qualificação.

## Campeonato mundial
O scratch tem sido um evento do Campeonato Mundial (UCI) para homens e mulheres desde 2002. Franco Marvulli, da Suíça e Lada Kozlíková, da República Tcheca foram os primeiros campeões mundiais da UCI. Os campeões mundiais masculino e feminino em 2012 foram: Ben Swift, do Reino Unido e Katarzyna Pawłowska, da Polônia.

## Resultados doCampeonato Mundial de Ciclismo em Pista(UCI)
| Ano       | Ouro                 | Prata                | Bronze              |
| Masculino | Masculino            | Masculino            | Masculino           |
| --------- | -------------------- | -------------------- | ------------------- |
| 2002      | Franco Marvulli      | Tony Gibb            | Stefan Steinweg     |
| 2003      | Franco Marvulli      | Robert Sassone       | Jean-Pierre van Zyl |
| 2004      | Greg Henderson       | Robert Slippens      | Walter Pérez        |
| 2005      | Alex Rasmussen       | Greg Henderson       | Matthew Gilmore     |
| 2006      | Jérôme Neuville      | Ángel Darío Colla    | Ioannis Tamouridis  |
| 2007      | Wong Kam Po          | Wim Stroetinga       | Rafał Ratajczyk     |
| 2008      | Aljaksandr Lissouski | Wim Stroetinga       | Roger Kluge         |
| 2009      | Morgan Kneisky       | Ángel Darío Colla    | Andreas Müller      |
| 2010      | Alex Rasmussen       | Juan Arango          | Kazuhiro Mori       |
| 2011      | Kwok Ho Ting         | Elia Viviani         | Morgan Kneisky      |
| 2012      | Ben Swift            | Nolan Hoffman        | Wim Stroetinga      |
| 2013      | Martyn Irvine        | Andreas Müller       | Luke Davison        |
| 2014      | Ivan Kovalev         | Martyn Irvine        | Cheung King-lok     |
| 2015      | Lucas Liß            | Albert Torres        | Bobby Lea           |
| Feminino  |                      |                      |                     |
| 2002      | Lada Kozlíková       | Rochelle Gilmore     | Olga Slyusareva     |
| 2003      | Olga Slyusareva      | Rochelle Gilmore     | Adrie Visser        |
| 2004      | Yoanka González      | Mandy Poitras        | Olga Slyusareva     |
| 2005      | Olga Slyusareva      | Katherine Bates      | Liudmila Vipirailo  |
| 2006      | María Luisa Calle    | Gina Grain           | Olga Slyusareva     |
| 2007      | Yumari González      | María Luisa Calle    | Adrie Visser        |
| 2008      | Ellen van Dijk       | Yumari González      | Belinda Goss        |
| 2009      | Yumari González      | Elizabeth Armitstead | Belinda Goss        |
| 2010      | Pascale Jeuland      | Yumari González      | Belinda Goss        |
| 2011      | Marianne Vos         | Katherine Bates      | Danielle King       |
| 2012      | Katarzyna Pawłowska  | Melissa Hoskins      | Kelly Druyts        |
| 2013      | Katarzyna Pawłowska  | Sofía Arreola        | Evgenia Romanyuta   |
| 2014      | Kelly Druyts         | Katarzyna Pawłowska  | Evgenia Romanyuta   |
| 2015      | Kirsten Wild         | Amy Cure             | Allison Beveridge   |